# Thunderstruck (sang)
 For alternative betydninger, se Thunderstruck. (Se også artikler, som begynder med Thunderstruck)
Thunderstruck er den første sang på AC/DC's album The Razors Edge fra 1990.

## Historien
Sangen nåede nummer 5 på Billboard's Mainstream Rock Tracks. Den blev udgivet som single i Tyskland, Australien og Japan. Sangen siges at være inspireret af lead guitarist Angus Youngs hårrejsende oplevelse.
| „ | (...) når et fly bliver ramt af lynet. Det startet fra et lille trick, jeg havde på guitar. Jeg spillede det til Mal og han sagde "Åh, jeg har en god rytme idé, der vil sidde godt i ryggen." Vi byggede den sang op fra det. (...) Det var egentlig bare et spørgsmål om at finde en god titel. Vi kom op med denne torden ting, og jeg syntes at den havde en god klang. AC/DC = Power! | “ |

## Videoen
Musikvideoen blev filmet i Londons Brixton Academy den 17. august 1990. Publikum fik gratis T-shirts med påskriften AC/DC og disse T-shirts blev båret af publikum under hele indspilningen af videoen. 
Musikvideoen til Thunderstruck på YouTube fik registreret 24 millioner visninger i september 2009. Men den blev først oploadet den 29. oktober 2007.[kilde mangler]